# Els 100 llibres del segle de Le Monde
Els 100 llibres del segle és una valoració dels llibres pensats com els cent millors del segle xx, produïda en la primavera de l'any 1999 per un sondeig realitzat per l'empresa francesa Fnac i el diari parisenc Le Monde.
D'una llista preliminar de 200 títols creada per llibreries i periodistes van votar 17.000 francesos per respondre a la pregunta, "Quins llibres s'han quedat en la seva memòria?" («Quels livres sont restés dans votre mémoire ?»)
La llista de títols aclamats barreja grans novel·les amb poesia i teatre, a més de la tira còmica. Les primeres cinquanta obres en la llista eren el tema d'un assaig per Frédéric Beigbeder, Dernier inventaire avant liquidation, on va assenyalar sobretot el caràcter francocèntric de la llista.

## Llista
| Núm. | Títol                                                      | Autor                         | Any       |
| ---- | ---------------------------------------------------------- | ----------------------------- | --------- |
| 1    | L'estrany                                                  | Albert Camus                  | 1942      |
| 2    | A la recerca del temps perdut                              | Marcel Proust                 | 1913–1927 |
| 3    | El procés                                                  | Franz Kafka                   | 1925      |
| 4    | El Petit Príncep                                           | Antoine de Saint-Exupéry      | 1943      |
| 5    | La Condition humaine (francès)                             | André Malraux                 | 1933      |
| 6    | Viatge al fons de la nit                                   | Louis-Ferdinand Céline        | 1932      |
| 7    | El raïm de la ira                                          | John Steinbeck                | 1939      |
| 8    | Per qui toquen les campanes                                | Ernest Hemingway              | 1940      |
| 9    | El gran Meaulnes                                           | Alain-Fournier                | 1913      |
| 10   | L'escuma dels dies                                         | Boris Vian                    | 1947      |
| 11   | El segon sexe                                              | Simone de Beauvoir            | 1949      |
| 12   | Tot esperant Godot                                         | Samuel Beckett                | 1952      |
| 13   | L'ésser i el no-res                                        | Jean-Paul Sartre              | 1943      |
| 14   | El nom de la rosa                                          | Umberto Eco                   | 1980      |
| 15   | Arxipèlag Gulag                                            | Aleksandr Soljenitsin         | 1973      |
| 16   | Paroles (francès)                                          | Jacques Prévert               | 1946      |
| 17   | Alcools (francès)                                          | Guillaume Apollinaire         | 1913      |
| 18   | El lotus blau                                              | Hergé                         | 1936      |
| 19   | El diari d'Anne Frank                                      | Anne Frank                    | 1947      |
| 20   | Tristos tròpics                                            | Claude Lévi-Strauss           | 1955      |
| 21   | Un món feliç                                               | Aldous Huxley                 | 1932      |
| 22   | 1984                                                       | George Orwell                 | 1949      |
| 23   | Astèrix el gal                                             | René Goscinny i Albert Uderzo | 1959      |
| 24   | La cantant calba                                           | Eugène Ionesco                | 1952      |
| 25   | Tres assaigs sobre la teoria de la sexualitat              | Sigmund Freud                 | 1905      |
| 26   | Obra negra                                                 | Marguerite Yourcenar          | 1968      |
| 27   | Lolita                                                     | Vladímir Nabókov              | 1955      |
| 28   | Ulisses                                                    | James Joyce                   | 1922      |
| 29   | Il deserto dei Tartari (italià)                            | Dino Buzzati                  | 1940      |
| 30   | Les Faux-monnayeurs (francès)                              | André Gide                    | 1925      |
| 31   | Le Hussard sur le toit (francès)                           | Jean Giono                    | 1951      |
| 32   | Belle du seigneur (francès)                                | Albert Cohen                  | 1968      |
| 33   | Cent anys de solitud                                       | Gabriel García Márquez        | 1967      |
| 34   | El soroll i la fúria                                       | William Faulkner              | 1929      |
| 35   | Thérèse Desqueyroux (francès)                              | François Mauriac              | 1927      |
| 36   | Zazie al metro                                             | Raymond Queneau               | 1959      |
| 37   | La confusió dels sentimients                               | Stefan Zweig                  | 1927      |
| 38   | Allò que el vent s'endugué                                 | Margaret Mitchell             | 1936      |
| 39   | Lady Chatterley's Lover (anglès)                           | D. H. Lawrence                | 1928      |
| 40   | La muntanya màgica                                         | Thomas Mann                   | 1924      |
| 41   | Bon dia, tristesa                                          | Françoise Sagan               | 1954      |
| 42   | Le Silence de la mer (francès)                             | Vercors                       | 1942      |
| 43   | La vie, mode d'emploi (francès)                            | Georges Perec                 | 1978      |
| 44   | El gos dels Baskerville                                    | Arthur Conan Doyle            | 1901–1902 |
| 45   | Sous le soleil de Satan (francès)                          | Georges Bernanos              | 1926      |
| 46   | El gran Gatsby                                             | F. Scott Fitzgerald           | 1925      |
| 47   | La broma                                                   | Milan Kundera                 | 1967      |
| 48   | Il disprezzo (italià)                                      | Alberto Moravia               | 1954      |
| 49   | L'assassinat de Roger Ackroyd                              | Agatha Christie               | 1926      |
| 50   | Nadja                                                      | André Breton                  | 1928      |
| 51   | Aurélien (francès)                                         | Louis Aragon                  | 1944      |
| 52   | Le Soulier de satin (francès)                              | Paul Claudel                  | 1929      |
| 53   | Sis personatges en cerca d'autor                           | Luigi Pirandello              | 1921      |
| 54   | La resistible ascensió d'Arturo Ui                         | Bertolt Brecht                | 1959      |
| 55   | Vendredi ou les Limbes du Pacifique (francès)              | Michel Tournier               | 1967      |
| 56   | La guerra dels mons                                        | H.G. Wells                    | 1898      |
| 57   | Si això és un home                                         | Primo Levi                    | 1947      |
| 58   | El Senyor dels Anells                                      | J. R. R. Tolkien              | 1954–1955 |
| 59   | Les Vrilles de la vigne (francès)                          | Colette                       | 1908      |
| 60   | Capital del dolor                                          | Paul Éluard                   | 1926      |
| 61   | Martin Eden                                                | Jack London                   | 1909      |
| 62   | La balada de la mar salada                                 | Hugo Pratt                    | 1967      |
| 63   | El grau zero de l'escriptura                               | Roland Barthes                | 1953      |
| 64   | Die verlorene Ehre der Katharina Blum (alemany)            | Heinrich Böll                 | 1974      |
| 65   | Le Rivage des Syrtes (francès)                             | Julien Gracq                  | 1951      |
| 66   | Les paraules i les coses                                   | Michel Foucault               | 1966      |
| 67   | A la carretera                                             | Jack Kerouac                  | 1957      |
| 68   | El meravellós viatge de Nils Holgersson a través de Suècia | Selma Lagerlöf                | 1906–1907 |
| 69   | Una cambra pròpia                                          | Virginia Woolf                | 1929      |
| 70   | Les cròniques marcianes                                    | Ray Bradbury                  | 1950      |
| 71   | Le Ravissement de Lol V. Stein (francès)                   | Marguerite Duras              | 1964      |
| 72   | Le Procès-verbal (francès)                                 | Jean-Marie Gustave Le Clézio  | 1963      |
| 73   | Tropismes (francès)                                        | Nathalie Sarraute             | 1939      |
| 74   | Diari, 1887-1910                                           | Jules Renard                  | 1925      |
| 75   | Lord Jim                                                   | Joseph Conrad                 | 1900      |
| 76   | Écrits (francès)                                           | Jacques Lacan                 | 1966      |
| 77   | Le Théâtre et son double (francès)                         | Antonin Artaud                | 1938      |
| 78   | Manhattan Transfer                                         | John Dos Passos               | 1925      |
| 79   | Ficciones (castellà)                                       | Jorge Luis Borges             | 1944      |
| 80   | Moravagine (francès)                                       | Blaise Cendrars               | 1926      |
| 81   | El general de l'exèrcit mort                               | Ismail Kadare                 | 1963      |
| 82   | Sophie's Choice                                            | William Styron                | 1979      |
| 83   | Romancero gitano (castellà)                                | Federico García Lorca         | 1928      |
| 84   | Pietr el letó                                              | Georges Simenon               | 1931      |
| 85   | La Mare de Déu de les flors                                | Jean Genet                    | 1944      |
| 86   | L'home sense atributs                                      | Robert Musil                  | 1930–1932 |
| 87   | Fureur et mystère (francès)                                | René Char                     | 1948      |
| 88   | El vigilant en el camp de sègol                            | J.D. Salinger                 | 1951      |
| 89   | No Orchids for Miss Blandish (anglès)                      | James Hadley Chase            | 1939      |
| 90   | Blake i Mortimer                                           | Edgar P. Jacobs               | 1950      |
| 91   | Els quaderns de Malte Laurids Brigge                       | Rainer Maria Rilke            | 1910      |
| 92   | La modificació                                             | Michel Butor                  | 1957      |
| 93   | Els orígens del totalitarisme                              | Hannah Arendt                 | 1951      |
| 94   | El mestre i Margarida                                      | Mikhaïl Bulgàkov              | 1967      |
| 95   | The Rosy crucifixion (anglès)                              | Henry Miller                  | 1949–1960 |
| 96   | La gran dormida                                            | Raymond Chandler              | 1939      |
| 97   | Amers (francès)                                            | Saint-John Perse              | 1957      |
| 98   | Sergi Grapes                                               | André Franquin                | 1957      |
| 99   | Sota el volcà                                              | Malcolm Lowry                 | 1947      |
| 100  | Fills de la mitjanit                                       | Salman Rushdie                | 1981      |